# Юзеф Горнунг

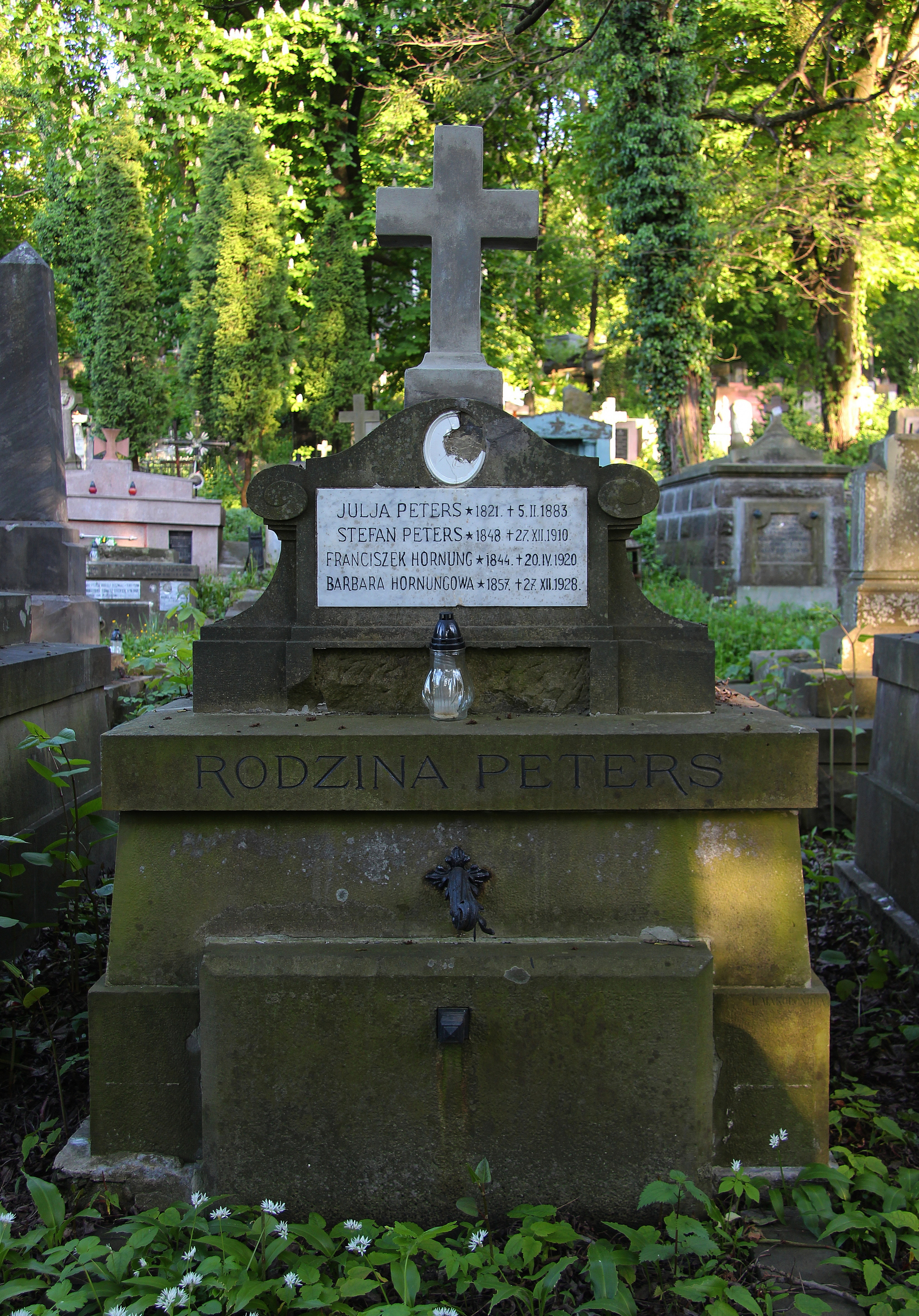

Юзеф Горнунг (Józef Hornung, 1876, Львів — 4 липня 1935, там само) — польський архітектор, художник.

## Біографія
Народився у Львові. Протягом 1895—1900 років навчався у Львівській політехніці. У 1896—1897 навчальному році відвідував заняття з рисунку та моделювання у львівській Промисловій школі. Працював у Львові. Згодом був міським архітектором Стрия, а потім Самбора. 16 листопада 1905 року склав у Намісництві екзамен на звання концесіонованого будівничого. У Самборі мав архітектурне бюро на площі Ринок, 5. Від 1906 року — на вулиці Коперника, 35. Від імені міста вів нагляд за будівництвом дому гімнастичного товариства «Сокіл» у Самборі (1903—1904, проєкт Емануеля Яримовича).
1902 року Горнунг став членом Політехнічного товариства у Львові. Був одним із засновників створеного в межах товариства в червні 1908 року «Кола архітекторів польських у Львові». На початку грудня 1908 року у складі делегації Кола брав участь у Першому з'їзді делегатів польських архітектурних кіл у Кракові.
Майор резерву Війська Польського. Від 1918 року працював візитатором (куратором) професійних шкіл Галичини. Відіграв велику роль у створені цих шкіл на теренах Львівської кураторії. 1 грудня 1926 року на засіданні Політехнічного товариства прочитав доповідь «Школи ремісничі в Малопольщі до і після війни». Автор книги «Geometrja (sic) wykreślna dla rzemieślników», виданої у Львові 1930 року Науковим закладом ім. Оссолінських. 
Займався живописом, графікою. Малював фігурні композиції, краєвиди Львова та Італії, натюрморти. Викладав у приватній львівській Вільній академії мистецтв. 1910 року експонував фотографії пам'яток, проєкти і ескізи з подорожі на виставці польських архітекторів у Львові. 1920 року взяв участь у виставці «Старий Львів». Низка персональних виставок у залах Товариства приятелів мистецтв (TPSP): 1923 — 42 акварельні і 9 олійних робіт. 1924 — низка олійних робіт, 1930 — 7 олійних робіт, 1931 — 5 олійних робіт, 1932 — 7 олійних пейзажів.
Помер 4 липня 1935 року у Львові. Похований у гробівці на 59 полі Личаківського цвинтаря.
Роботи
- Конкурсний проєкт головного вівтаря для парафіяльного костелу в Закопаному. 1902 рік. Здобув відзнаку журі.[13]
- Участь у проєктуванні головного залізничного вокзалу у Львові під керівництвом Владислава Садловського (до 1904).[14]
- Проєкт будинку Політехнічного товариства у Львові. На конкурсі 1905 року не здобув відзнак.[15]
- Житловий будинок на вулиці Франка, 66 у Львові (1907).
- Житловий будинок на вулиці генерала Чупринки, 8 у Львові (1908).[16]
- Вілла на вулиці Цетнерівці, 26 у Львові (1909—1910).[17]
- Неоампірний будинок Кароля Горунга на вулиці Коновальця, 44а у Львові[18] та дім 87 там же (обидва 1910).
- Житловий Будинок на вулиці Пісковій, 9 у Львові (1910).
- Забудова непарної сторони вулиці Менделєєва у Львові, будинками 3-15 у стилі неоготики з елементами модерну (1908—1910). А також будинок № 6 (1907).[19]
- Проєкт перебудови парафіяльного костелу у Щирці від 1910 року. Не був реалізований. Ймовірно ліг в основу нового проєкту авторства Войцеха Бреттнера.[20]
- Житловий будинок на вулиці Бандери, 22 у Львові (1911).
- Житлові будинки на вулиці Котляревського, 17-19 (1911).[21]
- Відбудова палацу Сапіг у Золотому Потоці (після Першої світової).[9]
- Будинки Кременецького ліцею (після Першої світової).[9]